# 昇恆昌
昇恆昌股份有限公司（英語：Ever Rich D.F.S. Corporation），簡稱昇恆昌，是臺灣一家連鎖免稅店，也是臺灣规模最大的综合免税店。

## 外部鏈接
- 官方网站